# Olympische Sommerspiele 2012/Kanu – Vierer-Kajak 500 m (Frauen)
Der Kanuwettbewerb im Vierer-Kajak 500 Meter der Frauen bei den Olympischen Spielen 2012 in London wurde am 6. und 8. August 2012 auf dem Dorney Lake ausgetragen. 44 Athletinnen nahmen teil. 
Der Wettbewerb begann mit zwei Vorläufen, bei denen sich das jeweils schnellste Boot sowie das zeitschnellste zweitplatzierte Boot direkt für das Finale qualifizierten. Die übrigen Boote traten im Halbfinale erneut an, aus dem sich die ersten fünf Boote für das Finale qualifizierten.

## Titelträger
| Olympiasieger | Fanny Fischer / Nicole Reinhardt / Katrin Wagner-Augustin / Conny Waßmuth | Peking 2008 |
| Weltmeister   | Gabriella Szabó / Danuta Kozák / Katalin Kovács / Dalma Benedek           | Szeged 2011 |

## Zeitplan
- Vorläufe: 6. August 2012, 10:39 Uhr (Ortszeit)
- Halbfinale: 6. August 2012, 11:51 Uhr (Ortszeit)
- Finale: 8. August 2012, 10:44 Uhr (Ortszeit)

## Vorläufe

### Lauf 1
| Platz | Kanutinnen                                                              | Nation         | Zeit (min) |
| ----- | ----------------------------------------------------------------------- | -------------- | ---------- |
| 1     | Gabriella Szabó / Danuta Kozák / Katalin Kovács / Krisztina Fazekas-Zur | Ungarn         | 1:35,769   |
| 2     | Jessica Walker / Rachel Cawthorn / Angela Hannah / Louisa Gurski        | Großbritannien | 1:37,355   |
| 3     | Marie Delattre / Joanne Mayer / Sarah Guyot / Gabrielle Tuleu           | Frankreich     | 1:40,022   |
| 4     | Yu Lamei / Li Zhangli / Ren Wenjun / Liu Haiping                        | China          | 1:40,661   |
| 5     | Antonija Panda / Antonija Nađ / Renata Major-Kubik / Marta Tibor        | Serbien        | 1:40,756   |
| 6     | Rachel Lovell / Hannah Davis / Jo Brigden-Jones / Lyndsie Fogarty       | Australien     | 1:41,794   |

### Lauf 2
| Platz | Kanutinnen                                                                          | Nation      | Zeit (min) |
| ----- | ----------------------------------------------------------------------------------- | ----------- | ---------- |
| 1     | Carolin Leonhardt / Franziska John / Katrin Wagner-Augustin / Tina Dietze           | Deutschland | 1:31,633   |
| 2     | Teresa Portela / Joana Vasconcelos / Beatriz Gomes / Helena Rodrigues               | Portugal    | 1:32,785   |
| 3     | Iryna Pamjalowa / Nadseja Ljapeschka / Wolha Chudsenka / Maryna Litwintschuk        | Belarus     | 1:33,676   |
| 4     | Juliana Salachowa / Wera Sobetowa / Natalja Podolskaja / Julija Katschalowa         | Russland    | 1:33,680   |
| 5     | Marta Walczykiewicz / Aneta Pastuszka-Konieczna / Karolina Naja / Beata Mikołajczyk | Polen       | 1:35,843   |

## Halbfinale
| Platz | Kanutinnen                                                                          | Nation         | Zeit (min) |
| ----- | ----------------------------------------------------------------------------------- | -------------- | ---------- |
| 1     | Marta Walczykiewicz / Aneta Pastuszka-Konieczna / Karolina Naja / Beata Mikołajczyk | Polen          | 1:30,338   |
| 2     | Iryna Pamjalowa / Nadseja Ljapeschka / Wolha Chudsenka / Maryna Litwintschuk        | Belarus        | 1:30,883   |
| 3     | Juliana Salachowa / Wera Sobetowa / Natalja Podolskaja / Julija Katschalowa         | Russland       | 1:31,824   |
| 4     | Jessica Walker / Rachel Cawthorn / Angela Hannah / Louisa Gurski                    | Großbritannien | 1:32,550   |
| 5     | Marie Delattre / Joanne Mayer / Sarah Guyot / Gabrielle Tuleu                       | Frankreich     | 1:33,303   |
| 6     | Rachel Lovell / Hannah Davis / Jo Brigden-Jones / Lyndsie Fogarty                   | Australien     | 1:33,671   |
| 7     | Antonija Panda / Antonija Nađ / Renata Major-Kubik / Marta Tibor                    | Serbien        | 1:33,823   |
| 8     | Yu Lamei / Li Zhangli / Ren Wenjun / Liu Haiping                                    | China          | 1:34,004   |

## Finale
| Platz | Kanutinnen                                                                          | Nation         | Zeit (min) |
| ----- | ----------------------------------------------------------------------------------- | -------------- | ---------- |
| 1     | Gabriella Szabó / Danuta Kozák / Katalin Kovács / Krisztina Fazekas-Zur             | Ungarn         | 1:30,827   |
| 2     | Carolin Leonhardt / Franziska John / Katrin Wagner-Augustin / Tina Dietze           | Deutschland    | 1:31,298   |
| 3     | Iryna Pamjalowa / Nadseja Ljapeschka / Wolha Chudsenka / Maryna Litwintschuk        | Belarus        | 1:31,400   |
| 4     | Marta Walczykiewicz / Aneta Pastuszka-Konieczna / Karolina Naja / Beata Mikołajczyk | Polen          | 1:31,607   |
| 5     | Jessica Walker / Rachel Cawthorn / Angela Hannah / Louisa Gurski                    | Großbritannien | 1:33,055   |
| 6     | Teresa Portela / Joana Vasconcelos / Beatriz Gomes / Helena Rodrigues               | Portugal       | 1:33,453   |
| 7     | Juliana Salachowa / Wera Sobetowa / Natalja Podolskaja / Julija Katschalowa         | Russland       | 1:33,459   |
| 8     | Marie Delattre / Joanne Mayer / Sarah Guyot / Gabrielle Tuleu                       | Frankreich     | 1:35,299   |